# Mária Amália portugál infánsnő
További Mária Amália nevű személyeket lásd itt.
Maria Amélia de Bragança brazil császári hercegnő és portugál infánsnő, született Maria Amalia Augusta Eugénia Josefina Luisa Teodelinda Heloisa Francisca Xavier de Paula Micaela Gabriela Rafela Gonzaga de Bragança (* Párizs, 1831. december 1. – † Funchal, Madeira, 1853. február 4.), a Bragança-házból való portugál hercegnő, I. Péter brazil császár legfiatalabb leánya, Eugène de Beauharnais unokája, Habsburg–Lotaringiai Miksa főherceg eljegyzett menyasszonya.

## Élete

### Származása
Mária Amália brazil császári hercegnő 1831. december 1-jén született Párizsban, szüleinek első és egyetlen gyermekeként. Édesapja a Bragança-házból származó I. Péter brazil császár (1798–1834), 1826-ig IV. Péter néven portugál király volt, VI. János portugál király és Sarolta Joáchima (Carlota Joaquina) spanyol királyi hercegnő (1775–1830) második fia.
Édesanyja Péter császár második felesége, Amélie von Leuchtenberg hercegnő, született Amélie Auguste de Beauharnais (1812–1873) volt, Eugène de Beauharnais francia császári marsall, 1817-től leuchtenbergi herceg és Auguszta Amália bajor királyi hercegnő leánya.
1826-ban megözvegyült apjának első felesége Habsburg–Lotaringiai Mária Leopoldina főhercegnő (1797–1826) volt, I. Ferenc osztrák császár, magyar és cseh király (1768–1835) leánya. Az apa első házasságából 8 gyermek született, brazil császári hercegek és hercegnők, Mária Amália féltestvérei:
- Mária (1819–1853), később II. Mária néven Portugália királynője.
- Mihály (*/† 1820)
- János (1821–1822)
- Januária (1822–1901)
- Paula Marianna (1823–1833)
- Franciska Karolina (1824–1898), aki 1843-ban François Ferdinand d’Orléans francia királyi herceghez (1818–1900), Joinville hercegéhez, I. Lajos Fülöp francia király fiához ment feleségül.
- Péter (1825–1891), később II. Péter néven Brazília császára.

### Gyermekkora
Mária Amália hercegnő születése után néhány nappal apja, Péter császár a brazil polgárháborús helyzet miatt már lemondott Brazília trónjáról első feleségétől született fia, Péter herceg javára. Második feleségével és újszülött kislányukkal együtt Franciaországba menekült, majd sikertelen harcba szállt Portugália királyi trónjáért. Péter lemondása nyomán özvegye elveszítette a Brazília császárnéja, gyermekei a brazil császári hercegnői címet, de a portugál infánsnői (királyi hercegnéi ill. hercegnői) cím megillette őket. Életének első négy évét Mária Amália hercegnő Párizsban töltötte, édesanyjával együtt. Péter halála (1834) után legidősebb leánya, II. Mária királynő megengedte, hogy mostohaanyja és féltestvére a Lisszabon közelében fekvő Queluz kastélyba költözzenek.

### Jegyessége, korai halála
Mária Amália hercegnő gyenge egészségű volt, tüdőbajban szenvedett. 1850-ben Bajorországba utazott özvegy anyjával együtt, akinek Péter trónörökös herceg intrikái nyomán kellett távoznia. Itt ismerkedett meg unokabátyjával, Ferdinánd Miksa osztrák főherceggel (1832–1867), Ferenc József császár öccsével. Megszerették és eljegyezték egymást. A császár megadta az engedélyt a házassághoz, de Mária Amália betegsége súlyosra fordult, és gyógykezelés céljából vissza kellett térnie Madeira szigetére. A 21 éves hercegnő a gondos ápolás ellenére 1853-ban Funchalban meghalt.
Miksa főherceg meggyászolta fiatalon elveszített első menyasszonyát. Mária Amália hajszálait egy gyűrűbe foglaltatta, és ezt élete végéig hordta, bár 1857-ben megnősült (Sarolta Amélia belga királyi hercegnőt vette feleségül). A gyűrű akkor is a kezén volt, amikor 1867-ben, Mexikó bukott császáraként a köztársaságiak kivégzőosztaga elé állt.
Mária Amália királyi hercegnőt a Bragança-ház tagjainak nyughelyén, a lisszaboni São Vicente de Fora templom kriptájában temették el. Anyja, Amélia Auguszta hercegné alapítványt tett a funchali tüdőkórház javára, ahol leánya életének utolsó hónapjait töltötte. Az elhunyt hercegnő emlékére az intézményt Hospicio Donna Maria Améliának nevezték el.

## Külső hivatkozások
- Családi, életrajzi adatai (The Peerage).
- A Leuchtenberg hercegi család genealógiája (Geocities/Archive.org) (angol nyelven). [2005. február 7-i dátummal az [ eredetiből] archiválva]. (Hozzáférés: 2009. augusztus 25.)
- A Beauharnais család és a Leuchtenberg-ház tagjai (Genealogy.web). Archiválva 2017. november 9-i dátummal a Wayback Machine-ben